# CONCACAF Champions League 2023
Die CONCACAF Champions League 2023 war die 15. Spielzeit des wichtigsten Wettbewerbs für Vereinsmannschaften in Nord- und Zentralamerika sowie der Karibik im Fußball unter diesem Namen. Das Turnier begann am 7. März mit dem Achtelfinale und endete mit den Finalspielen am 30. Mai und 4. Juni 2023. Titelverteidiger Seattle Sounders aus den Vereinigten Staaten konnte sich nicht für den Wettbewerb qualifizieren.
Der mexikanische Verein Club León gewann den Wettbewerb zum ersten Mal durch ein Gesamtergebnis von 3:1 im Finale gegen den Los Angeles FC und qualifizierte sich damit als Repräsentant der CONCACAF für die FIFA-Klub-Weltmeisterschaft 2023 in Saudi-Arabien. Torschützenkönig wurde der Gabuner Denis Bouanga vom Los Angeles FC mit sieben Toren. Zum besten Spieler des Wettbewerbs wurde der Chilene Víctor Dávila ernannt.

## Modus
An der CONCACAF Champions League 2023 nahmen 16 Mannschaften aus 8 Nationen teil. Der Wettbewerb wurde ausschließlich im K.-o.-System ausgetragen. Angefangen vom Achtelfinale bis einschließlich dem Finale fand jede Runde mit Hin- und Rückspiel statt. Stand es nach beiden Spielen Unentschieden, wurde die Auswärtstorregel angewendet und sollte dadurch kein Sieger ermittelt worden sein, kam es zum Elfmeterschießen; eine Verlängerung wurde nicht ausgespielt.

## Teilnehmerfeld
| - Mexiko (Liga MX 2021/22) - Club León - UANL Tigres - CF Pachuca - Atlas Guadalajara - Vereinigte Staaten (Major League Soccer 2022) - Austin FC - Orlando City - Los Angeles FC - Philadelphia Union - Kanada (Canadian Championship 2022) - Vancouver Whitecaps |  | - Zentralamerika (CONCACAF League 2022) - Alianza FC - Tauro FC - CD Motagua - Real España - CD Olimpia - LD Alajuelense - Karibik (CFU Club Championship 2022) - Violette AC |

## Achtelfinale
Die Auslosung fand am 7. November 2022 statt. Die Hinspiele wurden vom 7. bis zum 9. März ausgetragen, die Rückspiele fanden vom 14. bis zum 16. März 2023 statt.
|                     | Gesamt    |                    | Hinspiel | Rückspiel |
| ------------------- | --------- | ------------------ | -------- | --------- |
| Violette AC         | 3:2       | Austin FC          | 3:0      | 0:2       |
| Tauro FC            | 0:3       | Club León          | 0:1      | 0:2       |
| UANL Tigres         | (a)1:1(a) | Orlando City       | 0:0      | 1:1       |
| CD Motagua          | (a)1:1(a) | CF Pachuca         | 0:0      | 1:1       |
| Vancouver Whitecaps | 7:3       | Real España        | 5:0      | 2:3       |
| LD Alajuelense      | 2:4       | Los Angeles FC     | 0:3      | 2:1       |
| CD Olimpia          | 4:5       | Atlas Guadalajara  | 4:1      | 0:4       |
| Alianza FC          | 0:4       | Philadelphia Union | 0:0      | 0:4       |

## Viertelfinale
Die Hinspiele wurden am 4. und 5. April ausgetragen, die Rückspiele fanden vom 11. bis zum 13. April 2023 statt.
|                     | Gesamt |                   | Hinspiel | Rückspiel |
| ------------------- | ------ | ----------------- | -------- | --------- |
| Club León           | 6:2    | Violette AC       | 5:0      | 1:2       |
| CD Motagua          | 0:6    | UANL Tigres       | 0:1      | 0:5       |
| Vancouver Whitecaps | 0:6    | Los Angeles FC    | 0:3      | 0:3       |
| Philadelphia Union  | 3:2    | Atlas Guadalajara | 1:0      | 2:2       |

## Halbfinale
Die Hinspiele wurden am 25. und 26. April ausgetragen, die Rückspiele fanden am 2. und 3. Mai 2023 statt.
|                    | Gesamt |                | Hinspiel | Rückspiel |
| ------------------ | ------ | -------------- | -------- | --------- |
| UANL Tigres        | 3:4    | Club León      | 2:1      | 1:3       |
| Philadelphia Union | 1:4    | Los Angeles FC | 1:1      | 0:3       |

## Finale

### Hinspiel
| Club León                                 | Club León | Los Angeles FC | Los Angeles FC |
| ----------------------------------------- | --- | --- | -------------- |
| Club León                                 | \| 31. Mai 2023 in León (Estadio Nou Camp) \| \| Ergebnis: 2:1 (2:0) \| \| Zuschauer: 20.517 \| \| Schiedsrichter: Walter López ( Guatemala) \| \| Spielbericht \| | \| 31. Mai 2023 in León (Estadio Nou Camp) \| \| Ergebnis: 2:1 (2:0) \| \| Zuschauer: 20.517 \| \| Schiedsrichter: Walter López ( Guatemala) \| \| Spielbericht \| | Los Angeles FC |
| Club León                                 | Rodolfo Cota – Jaine Barreiro, Adonis Frías, William Tesillo – Iván Moreno, Fidel Ambríz, Lucas Romero, Yairo Moreno (8. Elías Hernández, 63. Joel Campbell), Ángel Mena (63. Osvaldo Rodríguez), Víctor Dávila (85. Brian Rubio) – Alfonso Alvarado (63. Lucas Di Yorio) Cheftrainer: Nicolás Larcamón ( Argentinien) | John McCarthy – Ryan Hollingshead (60. Sergi Palencia), Denil Maldonado, Aaron Long, Diego Palacios – Timothy Tillman (85. Erik Dueñas), Ilie Sánchez (68. Mateusz Bogusz), José Cifuentes – Kwadwo Opoku (60. Stipe Biuk), Carlos Vela, Denis Bouanga Cheftrainer: Steven Cherundolo | Los Angeles FC |
| Club León                                 | 1:0 Tesillo (8.) 2:0 Mena (45.+5', Handelfmeter) | 2:1 Bouanga (90.+6') | Los Angeles FC |
| Club León                                 | Tesillo (33.), Frías (43.), Romero (65.), Barreiro (90.+8') | Maldonado (45.), Hollingshead (45.+4'), Cifuentes (89.) | Los Angeles FC |
| 31. Mai 2023 in León (Estadio Nou Camp)   | | |                |
| Ergebnis: 2:1 (2:0)                       | | |                |
| Zuschauer: 20.517                         | | |                |
| Schiedsrichter: Walter López ( Guatemala) | | |                |
| Spielbericht                              | | |                |

### Rückspiel
| Los Angeles FC                             | Los Angeles FC | Club León | Club León |
| ------------------------------------------ | --- | --- | --------- |
| Los Angeles FC                             | \| 5. Juni 2023 in Los Angeles (BMO Stadium) \| \| Ergebnis: 0:1 (0:1) \| \| Zuschauer: 22.413 \| \| Schiedsrichter: Iván Barton ( El Salvador) \| \| Spielbericht \| | \| 5. Juni 2023 in Los Angeles (BMO Stadium) \| \| Ergebnis: 0:1 (0:1) \| \| Zuschauer: 22.413 \| \| Schiedsrichter: Iván Barton ( El Salvador) \| \| Spielbericht \| | Club León |
| Los Angeles FC                             | John McCarthy – Sergi Palencia (56. Ryan Hollingshead), Jesús David Murillo, Giorgio Chiellini (46. José Cifuentes), Aaron Long (69. Denil Maldonado), Diego Palacios – Mateusz Bogusz (46. Kwadwo Opoku), Ilie Sánchez (63. Timothy Tillman), Kellyn Acosta – Carlos Vela (63. Stipe Biuk), Denis Bouanga Cheftrainer: Steven Cherundolo | Rodolfo Cota – Iván Moreno (87. Osvaldo Rodríguez), Jaine Barreiro, Adonis Frías, William Tesillo, Elías Hernández (87. Alfonso Alvarado) – Ángel Mena (69. Joel Campbell), Lucas Romero, Fidel Ambríz – Víctor Dávila, Lucas Di Yorio (75. Brian Rubio) Cheftrainer: Nicolás Larcamón ( Argentinien) | Club León |
| Los Angeles FC                             | 0:1 Di Yorio (20.) | | Club León |
| Los Angeles FC                             | Palacios (19.), Sánchez (32.), Vela (52.), Murillo (75.), Hollingshead (90.) | Barreiro (19.), Moreno (76.), Ambríz (80.), Frías (81.), Campbell (90.+8') | Club León |
| 5. Juni 2023 in Los Angeles (BMO Stadium)  | | |           |
| Ergebnis: 0:1 (0:1)                        | | |           |
| Zuschauer: 22.413                          | | |           |
| Schiedsrichter: Iván Barton ( El Salvador) | | |           |
| Spielbericht                               | | |           |